# Eastern Canada Professional Soccer League
La Eastern Canada Professional Soccer League (ECPSL) fou una competició de futbol del Canadà que es diputà entre 1961 i 1966. Hi prengueren part clubs de les províncies d'Ontario i Quebec, i un de Buffalo (Estats Units).
Va conviure amb la Pacific Coast Soccer League, la National Soccer League of Ontario/Quebec, i la Western Canada Soccer League.

## Historial
Font:
Temporada regular
- 1961 Toronto City FC
- 1962 Toronto Roma FC
- 1963 Toronto Italia FC
- 1964 Toronto City FC
- 1965 Montréal Italica
- 1966 Toronto Italia Falcons

Playoffs
- 1961 Montréal Cantalia FC
- 1962 Toronto Italia FC
- 1963 Toronto Italia FC
- 1964 Toronto City FC
- 1965 Toronto Italia Falcons
- 1966 Toronto Inter Roma